# Idris I al-Muta'ayyad
Idris I al-Muta’ayyad, bereber de la dinastía Hammudí, fue el segundo rey de la Taifa de Málaga al ocupar el trono entre 1035 y 1039.
Hermano de Yahya I al-Mu’tali, la muerte de este supuso la división del territorio de la taifa malagueña en la taifa de Málaga propiamente dicha, gobernada por él, y la taifa de Algeciras que se independizó y quedó gobernada por su primo Muhammad ben al-Qasim.
Durante su reinado, Idris I tuvo que hacer frente a las ansias expansionistas de la Taifa de Sevilla, gobernada por Abú ul-Qásim, a la que derrotó en un enfrentamiento que tuvo lugar en Écija en 1039, en coalición con los reinos taifas de Granada y Badajoz.
A su muerte fue sucedido por Yahya II al-Qa'im
| Predecesor: Yahya I al-Muhtal | Reyes taifas de Málaga 1035 – 1039 | Sucesor: Yahya II al-Qa'im |